# Medhufinolhu (Kaafu-atol)
Medhufinolhu is een van de onbewoonde eilanden van het Kaafu-atol behorende tot de Maldiven.